# Parque natural regional de Nikaj-Mërtur
El Parque Natural Regional de Nikaj-Mërtur (albanés: Parku Natyror Rajonal Nikaj-Mërtur) es un parque natural regional en el norte de Albania, estratégicamente ubicado en el sureste de los Alpes albaneses en Tropojë. El parque es una zona de paisajes alpinos, valles profundos, acantilados verticales, densos bosques de coníferas y caducifolios, pequeños lagos y ríos. La Unión Internacional para la Conservación de la Naturaleza (UICN) ha incluido el parque como Categoría IV. Al igual que la mayoría de los Alpes albaneses, está catalogado como un área de importante para las plantas, ya que en él se encuentran importantes especies de plantas.
El parque se encuentra dentro de los Alpes albaneses y limita con el Parque Nacional Theth en el noreste y el Parque Nacional Valle de Valbonë en el norte y noreste. Hay una propuesta para ampliar los límites del parque y fusionarlo con el Valle de Valbonë y el Theth para establecer el Parque de la Paz de los Balcanes. Los Alpes albaneses son una continuación de los Alpes Dináricos, que se extienden desde el noreste de Italia hasta el norte de Albania.
Situado entre la abrupta y accidentada topografía de los Alpes albaneses, la región se caracteriza por una gran diversidad de flora. La región se encuentra dentro de la ecorregión terrestre de los bosque mixto de los Alpes Dináricos de los bosques templados de frondosas y mixtos. La vegetación del parque incluye muchas comunidades de tipo mediterráneo y eurasiático. Está cubierto por una mezcla de robles, hayas y pinos que crecen en piedra caliza y dolomita, característicamente en los Alpes. Las comunidades florales de roble más extendidas están dominadas por el roble italiano, el roble austriaco, el roble sésil y el roble macedónico. Los hayedos y los pinos están representados por especies como el haya europea, el pino bosnio y el pino austriaco.
El parque presenta una gran variedad de ecosistemas y protege la vida silvestre. Abarca una serie de diversas especies que se están volviendo cada vez más raras en el sur de Europa, con animales como el lince eurasiático que habita en las zonas boscosas accidentadas, el oso pardo en peligro de extinción y el lobo gris. Por otra parte, los bosques proporcionan refugio también a especies como gamuzas, urogallo occidental y buitre leonado. El parque es un importante santuario del halcón peregrino y el cernícalo común.